# 鳥娘咖啡
《鳥娘咖啡》是日本漫畫家ノブヨシ侍的四格漫畫作品。該作的雛型最早於COMITIA同人誌販售會上發表；2014年6月，該作獲選德間書店旗下月刊COMIC龍發起的新人發掘企劃《登竜門》。自同年12月開始連載，2018年1月完結。

## 劇情
在森林迷路的社畜男子笹木宏和無意間來到由鳥人族姊妹凜與鈴經營的鳥娘咖啡。凜與鈴剛接手這間破敗的小店，並以「人類也會喜歡的咖啡店」為目標經營。看著姊妹倆努力奮鬥卻不得要領的背影，宏和決定幫助她們。

## 登場人物

### 人類
笹木宏和(笹木 ヒロカズ)
故事主人翁。戴眼鏡的年輕上班族，擁有不錯的行銷經驗與烹飪手藝，任職於某食品加工公司營業部。某日在森林迷路而來到鳥娘咖啡，教導凜與鈴烹飪基礎與待客禮儀，從此被尊稱為店長。
性格老實認真、存在感低，常被上司責罵，連同事都不記得他的名字；但也因為古道熱腸、平易近人，使他備受多數鳥人族的喜愛。
在他的幫助下，原本冷清的鳥娘咖啡成為鳥人界名聞遐邇的名店，每天都絡繹不絕。
被鳥人族認定為有別於一般人類，是屬於「宏和族」的特殊存在。
山崎、伊藤(山崎さん、伊藤さん)
宏和的兩名同事，對宏和的印象薄弱。兩人在前往家庭烤肉聚會的路上巧遇剛採買完的宏和。被宏和熱情的贈禮打動，回贈宏和一顆西瓜。
八毛獸醫院的醫生(八毛鳥獣病院の先生)
獨自研究鳥人族的醫生，聲譽似乎不太好。
娜美(ナミ)
個性倔強的女孩，因追逐搶走球的鈴而來到鳥娘咖啡。之後與鈴成為朋友，經常來拜訪她。
修(ショウ)
個性軟弱的男孩，娜美的玩伴。兩人一起來到鳥娘咖啡，並與鈴成為朋友，三人時常一起遊戲。

### 鳥人族
本作的虛構種族。身體同時具備鳥與人的特徵，並擁有產卵、換羽、受閃亮物件吸引等鳥類天性。依據外貌差異可分為頭部和軀幹似人、四肢和尾部似鳥，類似哈比的羽手種，以及頭部和軀幹似鳥、四肢似人，個體變異較大的人手種；前者擅長鳥類專精的飛行、狩獵，後者則擅長人類專精的工藝、農作。多數鳥人族單純直率，缺乏心機，但由於過去被人類侵占棲息地，導致他們對人類抱有恐懼甚或是敵意。
鈴(スズ)
羽手種麻雀鳥人。鳥娘咖啡的服務生，留著赤色短髮，身穿女僕裝的小女孩。個性天真活潑，相當喜愛宏和，時常黏著宏和撒嬌。每天都在店裡殷殷期盼宏和到來。
凜(リン)
羽手種麻雀鳥人。鳥娘咖啡的店長，留著赤色長髮，身穿女僕裝的年輕女性，鈴的姐姐。個性比鈴穩重許多，待人溫柔體貼，但對常客三人組特別冷酷。
與鈴一樣喜愛宏和。平時不會表現出來，只有在與宏和獨處時會主動撒嬌。
啾、嗚咧、嗯(じょ、うれ、ん)
聒噪的常客三人組，人手種麻雀鳥人。小鳥的身形長有粗壯的人類男性毛毛腿。
對凜抱有好感，千方百計對凜獻殷勤，即使被冷眼相待依然屢試不爽。發現宏和被凜喜愛後心生忌妒，每天都來店裡找宏和的碴。
本作搞笑擔當，並擔任單行本頁尾附贈搞笑短篇的主角。
惠娜(エナ)
羽手種北長尾山雀鳥人。全身披蓋雪白羽毛斗篷的傲嬌少女。原本不信任宏和，但在品嘗其親手做的鬆餅後立馬淪陷。在朝夕相處下開始對宏和抱有好感。
從小被一群人手種的北長尾山雀鳥人養大，至今也總是一起行動。
肌肉山雀眾(マッスルエナガ)
人手種北長尾山雀鳥人。平時看似普通小鳥，但在需要時會顯露出健美的人類男性身形。
惠娜的監護者，同時也是森林裡的大木作，擅長修繕工程。
戰鬥力極強，受到常客三人組的仰慕。雙方時常互相切磋武藝。
福姊(フクねぇ)
人手種長尾林鴞鳥人。身材姣好，長著貓頭鷹腦袋的成熟女性。不會說話，靠肢體語言與別人交流。
性情和善，有貴族氣場。似乎與鳥人族族長有深厚的關係，也因此受到所有鳥人族的敬重。
雖然長著猛禽的頭，但也會吃蔬果。
托托(トート)
羽手種鴿鳥人。信鴿家族的長男，代替生病的父親送信。有點自戀，但被父親誇獎時會害羞抗拒。因為工作關係時常接觸人類。
波波(ポーポ)
羽手種鴿鳥人。托托的妹妹，與哥哥一起送信。個性比哥哥務實許多。
小包(コヅツ)
托托和波波的父親，相當以兒子為榮。
雞哥(じゃも)
人手種雄雞鳥人男性。體型巨大，長相兇惡，翅膀末端生有人類的手掌。厭惡人類，多次想致宏和於死地，對包庇宏和的同族也很嚴厲。
即使討厭宏和，但對他做的料理還是相當心動。意外是個甜食黨。
鶺(セキ)
羽手種鶺鴒鳥人女孩。鈴的朋友，擅長水面疾走。
鴒(レイ)
羽手種鶺鴒鳥人女孩，時常和鶺一起行動。鈴的朋友。
族長(族長)
巨大的貓頭鷹鳥人男性。以相撲競賽仲裁雞哥與宏和的矛盾，最後由宏和陰錯陽差取得勝利。
伊久留(イクル)
羽手種虎頭海鵰鳥人女性。酒量大，性格豪爽。
常磐(トキワ)
人手種朱鷺鳥人女性，鳥人族的服裝設計師。相當年邁，在雞哥還是小孩時就認識他了。
喜愛外表花俏的男性，對打扮樸素的宏和相當不滿。
小鷺(トキジ)
人手種。鷺婆的孫子。身體比鈴還小，會幫鷺婆採購染料。
阿鴛(オシド)
人手種鴛鴦鳥人男性。農夫，口齒笨拙。喜歡鴨香，得知對方是雄性仍不改愛意，兩人終成眷屬。
鴨香(カモカ)
羽手種男性鴨鳥人，對阿鴛有好感。跟阿鴛約會而來到鳥娘咖啡。雄性成年後羽毛會變得鮮豔，在此之前一直以為自己是雌性。
莫拉(モーラ)
羽手種紅頭伯勞鳥人女性。體型嬌小，性格強勢。
與弟弟莫雷形影不離。有很強的地盤觀念。
莫雷(モーリ)
人手種紅頭伯勞鳥人男性。伯勞拉的弟弟。體型巨大，個性軟弱。
小春(コハル)
羽手種鳥人女姓。八毛鳥獸醫院醫生的助手，與醫生志趣相投。為了醫治感冒的凜而開給宏和處方簽。
從小身體虛弱，不太會飛。打破鳥人族的傳統，離開森林到人類世界生活。
啾啾面具(マスク・ド・チュン)
人手種鳥人男性。小春的丈夫。職業摔角選手，在人類世界相當有名。

## 故事場景
鳥娘咖啡
森林裡的樹屋咖啡廳。原本是由三位長相硬派的人類大叔經營。在凜和鈴遷入時已經人去樓空，只留下當時的菜單、少許食材和大叔們的寫真集。

## 出版書籍
| 卷數 | 德間書店       | 德間書店               |
| 卷數 | 發售日期       | ISBN                   |
| ---- | -------------- | ---------------------- |
| 1    | 2015年6月13日  | ISBN 978-4-19-950456-3 |
| 2    | 2015年7月13日  | ISBN 978-4-19-950464-8 |
| 3    | 2015年12月12日 | ISBN 978-4-19-950484-6 |
| 4    | 2016年8月12日  | ISBN 978-4-19-950524-9 |
| 5    | 2017年1月13日  | ISBN 978-4-19-950546-1 |
| 6    | 2017年8月12日  | ISBN 978-4-19-950579-9 |
| 7    | 2018年1月12日  | ISBN 978-4-19-950607-9 |

## 外部連結
- 官方網站 （页面存档备份，存于）（日語）